# Spytkowice (district Wadowice)
Spytkowice is een dorp in de Poolse provincie Klein-Polen, in het district Wadowice. De plaats maakt deel uit van de gemeente Spytkowice en telt 3700 inwoners.